# Гормональна замісна терапія
Гормонозамісна терапія (ГЗТ), також відома як менопаузальна гормональна терапія або постменопаузальна гормональна терапія, — це форма гормональної терапії, що використовується для лікування симптомів, пов’язаних із жіночою менопаузою.   Наслідки менопаузи можуть включати такі симптоми, як припливи, прискорене старіння шкіри, сухість піхви, зменшення м'язової маси та ускладнення, такі як остеопороз (втрата кісткової маси), сексуальна дисфункція та атрофія піхви. Здебільшого вони спричинені низьким рівнем жіночих статевих гормонів (наприклад, естрогенів), що виникає під час менопаузи. 
Естрогени (група ліків) та прогестогени є основними гормональними препаратами, що використовуються в ГЗТ. Прогестерон – це основний жіночий статевий гормон, який виробляється природним шляхом, а також синтезується для використання в гормональній терапії менопаузи. Хоча обидва класи гормональних засобів можуть мати симптоматичну користь, прогестоген спеціально додають до схем лікування естрогенами, якщо не була видалена матка, щоб уникнути підвищеного ризику раку ендометрію. Самолікування естрогенами сприяє гіперплазії ендометрія та збільшує ризик раку, тоді як прогестоген знижує цей ризик.  Іноді також використовуються андрогени, такі як тестостерон. ГЗТ доступна в різних фармацевтичних формах. 
Довгостроковий вплив ГЗТ на більшість систем органів залежить від віку та часу з моменту останнього фізіологічного впливу гормонів. Існують значні відмінності в індивідуальних режимах лікування, що ускладнює аналіз ефектів. Ініціатива жіночого здоров'я (WHI) – це дослідження, яке розпочалося в 1991 році та охопило понад 27 000 жінок. Найновіші дослідження свідчать про те, що при початку ГЗТ протягом 10 років після менопаузи знижує смертність від усіх причин та ризики ішемічної хвороби серця, остеопорозу та деменції. Після 10 років позитивний вплив на смертність та ішемічну хворобу серця більше не очевидний, хоча при пероральному прийомі знижується ризик переломів стегна та хребців, а також підвищується ризик венозної тромбоемболії. 
«Біоідентична» замісна гормональна терапія — це розробка 21-го століття, яка використовує штучно виготовлені сполуки з «точно такою ж хімічною та молекулярною структурою, як гормони, що виробляються в організмі людини». Вони переважно виготовляються з рослинних стероїдів і можуть бути компонентом зареєстрованих фармацевтичних препаратів або спеціально виготовлених складних препаратів, причому останні зазвичай не рекомендуються регуляторними органами через відсутність стандартизації та формального нагляду. Станом на 2017 рік клінічних досліджень щодо безпеки та ефективності біоідентичної гормональної замісної терапії недостатньо для визначення її безпеки та ефективності.
Поточні показання до застосування від Управління з продовольства і медикаментів США (FDA) включають короткочасне лікування симптомів менопаузи, таких як вазомоторні припливи або вагінальна атрофія, та профілактику остеопорозу.

## Медичне використання
Затверджені способи застосування ГЗТ у Сполучених Штатах включають короткочасне лікування симптомів менопаузи, таких як припливи та вагінальна атрофія, а також профілактику остеопорозу. Американський коледж акушерства та гінекології (ACOG) схвалює ГЗТ для симптоматичного полегшення менопаузи  та рекомендує її використання після 65 років у відповідних випадках. На щорічній зустрічі Північноамериканського товариства менопаузи (NAMS) у 2016 році зазначалося, що ГЗТ може мати більше переваг, ніж ризиків для жінок віком до 60 років. 
У консенсусній експертній думці, опублікованій Ендокринологічним товариством, зазначено, що при застосуванні під час перименопаузи або перших років менопаузи ГЗТ несе менше ризиків, ніж було опубліковано раніше, і знижує смертність від усіх причин у більшості випадків. Американська асоціація клінічних ендокринологів (AACE) також опублікувала заяви про схвалення ГЗТ, коли це доречно.
Жінки, які отримують це лікування, зазвичай перебувають у постменопаузі, перименопаузі або хірургічно індукованій менопаузі. Менопауза — це постійне припинення менструації внаслідок втрати фолікулярної активності яєчників, яке визначається як початок через дванадцять місяців після останнього природного менструального циклу. Цей дванадцятимісячний проміжок часу розділяє менопаузу на ранній та пізній перехідні періоди, відомі як «перименопауза» та «постменопауза». Передчасна менопауза може виникнути, якщо яєчники видаляються хірургічним шляхом, як це може бути зроблено для лікування раку яєчників або матки.
Демографічно переважна більшість доступних даних стосується американських жінок у постменопаузі з супутніми попередніми захворюваннями та середнім віком понад 60 років.

### Симптоми менопаузи

Симптоми менопаузи

ГЗТ часто призначається як короткочасне полегшення симптомів менопаузи під час перименопаузи. Потенційні симптоми менопаузи включають:
- Припливи – вазомоторні симптоми
- Вульвовагінальна атрофія – атрофічний вагініт та сухість
- Диспареунія – болісний статевий акт через атрофію піхви та відсутність змащення.
- Втрата кісткової маси – зниження мінеральної щільності кісток, що зрештою може призвести до остеопенії, остеопорозу та пов'язаних з ними переломів
- Зниження сексуального бажання
- Дефемінізація – зменшення розподілу жіночого жиру та прискорене старіння шкіри[19][20]
- Порушення сну та біль у суглобах

Найпоширенішими з них є втрата статевого потягу та вагінальна сухість.
Використання гормональної терапії для здоров'я серця серед жінок у менопаузі значно скоротилося за останні кілька десятиліть. У 1999 році майже 27% жінок у менопаузі в США використовували естроген, але до 2020 року цей показник знизився до менш ніж 5%.  Нещодавні дані, отримані у 2024 році, свідчать про те, що гормональна терапія позитивно впливає на серцево-судинну систему, включаючи покращення інсулінорезистентності та інших показників, пов'язаних із серцем. Це доповнює зростаючу кількість досліджень, що підкреслюють ефективність гормональної терапії не лише для здоров'я серця, але й для лікування симптомів менопаузи, таких як припливи, порушення сну, вагінальна сухість та болючість під час статевого акту. Незважаючи на доведені переваги гормональної терапії, багато жінок у менопаузі уникають її, часто через давні хибні уявлення про її ризики та суспільний дискомфорт від відкритого обговорення менопаузи.

### Статева функція

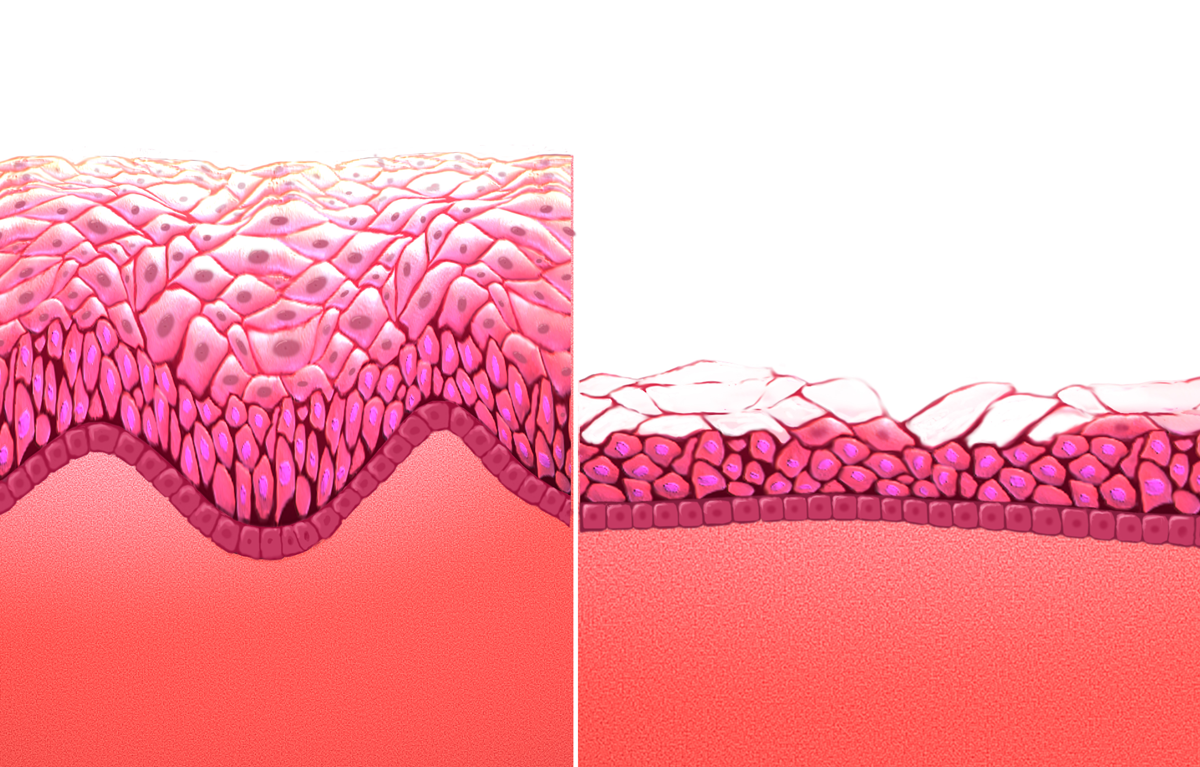
Атрофія слизової оболонки піхви, що виникає при менопаузі

ГЗТ може допомогти при відсутності сексуального бажання та сексуальній дисфункції, які можуть виникати під час менопаузи. Епідеміологічні дослідження жінок віком від 40 до 69 років показують, що 75% жінок залишаються сексуально активними після менопаузи. Зі збільшенням тривалості життя жінки сьогодні проживають третину або більше свого життя в постменопаузі, періоді, протягом якого здорова сексуальність може бути невід'ємною частиною їхньої якості життя.
Зниження лібідо та сексуальна дисфункція є поширеними проблемами у жінок у постменопаузі, що називається розладом гіпоактивного сексуального бажання (РГСБ); його ознаки та симптоми можна покращити за допомогою ГЗТ. У цей період відбувається кілька гормональних змін, включаючи зниження рівня естрогену та збільшення фолікулостимулюючого гормону. Для більшості жінок більшість змін відбувається наприкінці перименопаузи та в постменопаузі. Також спостерігається зниження рівня глобуліну, що зв'язує статеві гормони (SHBG), та інгібіну (A та B). Тестостерон присутній у жінок на нижчому рівні, ніж у чоловіків, досягаючи піку у віці 30 років і поступово знижуючись з віком; під час менопаузального переходу спостерігаються менші коливання порівняно з естрогеном та прогестероном.
У глобальній консенсусній заяві зазначено, що замісна терапія тестостероном у постменопаузі до пременопаузального рівня може бути ефективною для лікування РГСБ. Однак інформація про безпеку лікування тестостероном після двох років безперервної терапії недоступна, і дозування вище фізіологічного рівня не рекомендується. Було виявлено, що пластирі з тестостероном відновлюють сексуальне бажання у жінок у постменопаузі. Немає достатньо даних для оцінки впливу замісної терапії тестостероном на серцеві захворювання, рак молочної залози, оскільки більшість досліджень проводилися за участю жінок, які одночасно приймали естроген та прогестерон, а сама терапія тестостероном була відносно короткою за тривалістю. В умовах цих обмежених даних терапія тестостероном не була пов'язана з побічними ефектами.
Не всі жінки реагують на це, особливо ті, хто має вже існуючі сексуальні труднощі. Замісна терапія естрогенами може відновити клітини піхви, рівень pH та кровотік у піхві, що, як правило, погіршується на початку менопаузи. Біль або дискомфорт під час сексу, здається, є найбільш чутливим до естрогену компонентом. Також було показано, що він позитивно впливає на сечовивідні шляхи. Естроген також може зменшити вагінальну атрофію та збільшити сексуальне збудження, частоту та оргазм.
Ефективність ГЗТ може знижуватися у деяких жінок після тривалого використання. Низка досліджень також показала, що комбінований вплив замісної терапії естрогеном/андрогеном може підвищити лібідо та збудження порівняно з лише естрогеном. Тиболон, синтетичний стероїд з естрогенними, андрогенними та прогестогенними властивостями, доступний у Європі, має здатність покращувати настрій, лібідо та фізичну симптоматику. У різних плацебо-контрольованих дослідженнях спостерігалося покращення вазомоторних симптомів, емоційної реакції, порушень сну, фізичних симптомів та сексуального бажання, хоча цей метод також має подібний профіль ризику до звичайної ГЗТ.

### М'язи та кістки
Під час лікування спостерігається значне зниження ризику перелому стегна, яке меншою мірою зберігається після припинення ГЗТ.  Це також сприяє утворенню колагену, що, своєю чергою, покращує міцність міжхребцевих дисків і кісток.
ГЗТ у формі естрогенів та андрогенів може бути ефективною для усунення впливу старіння на м'язи. Нижчий рівень тестостерону пов'язаний з нижчою щільністю кісткової тканини, а вищий рівень вільного тестостерону – з нижчими показниками переломів стегна у жінок старшого віку. Терапія тестостероном, яку можна використовувати при зниженій сексуальній функції, також може збільшити мінеральну щільність кісток та м’язову масу.

## Побічні ефекти
Побічні ефекти ГЗТ виникають з різною частотою та включають:

### Часті
- Головний біль
- Біль у шлунку, шлункові спазми, здуття
- Діарея
- Апетит та зміна ваги
- Зміни сексуального бажання
- Нервозність
- Коричневі або чорні плями на шкірі
- Акне
- Набряк рук, стоп, гомілок через затримку рідини
- Зміни менструальних кровотеч
- Напруження грудей, збільшення або виділення з них
- Раптова непереносимість контактних лінз

### Нечасті
- Подвоєння зору
- Сильний біль в животі
- Жовтяниця шкіри та очей
- Важка депресія
- Кровотеча
- Втрата апетиту
- Висип
- Виснаження
- Гарячка
- Темна сеча
- Знебарвлення калу
- Хорея[37]

## Вплив на здоров'я

### Хвороби серця

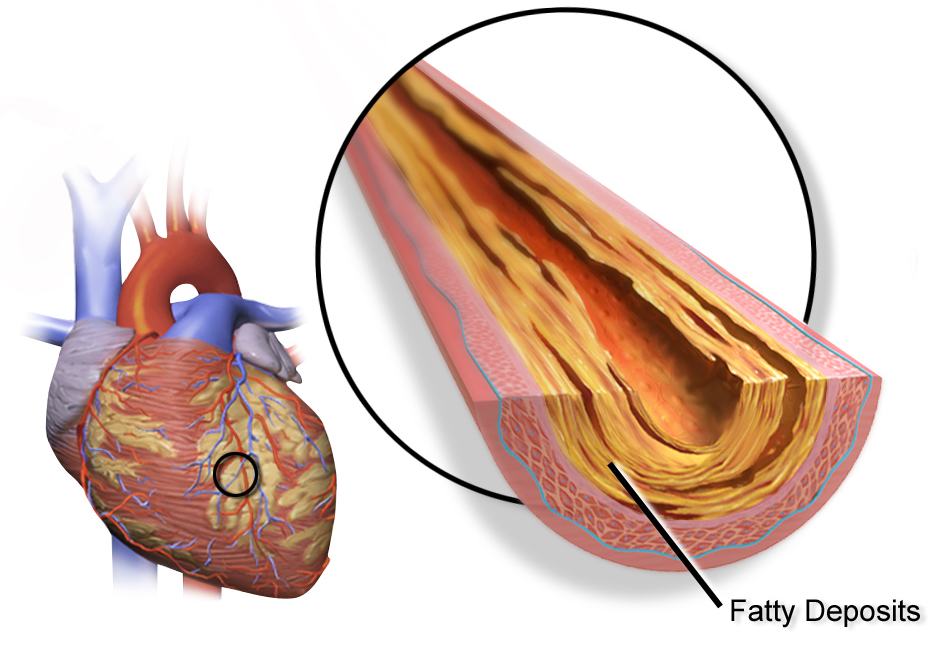
Ризики ішемічної хвороби серця при ГЗТ варіюються залежно від віку та часу, що минув з моменту менопаузи.

Вплив ГЗТ у менопаузі, здається, є різним: ризик серцевих захворювань нижчий, якщо її розпочати протягом 5 років, але після десяти років впливу немає.   Для жінок, які перебувають на ранній стадії менопаузи та не мають проблем із серцево-судинним здоров’ям, ГЗТ має низький ризик несприятливих серцево-судинних подій. Якщо ГЗТ застосовувати через 20 років після менопаузи, може спостерігатися збільшення кількості серцевих захворювань. Ця мінливість призвела до того, що деякі огляди припустили відсутність значного впливу на захворюваність. Важливо, що при ГЗТ немає різниці у довгостроковій смертності, незалежно від віку.
Кокрейнівський огляд показав, що жінки, які розпочали ГЗТ менш ніж через 10 років після менопаузи, мали нижчу смертність та ризик розвитку ішемічної хвороби серця без будь-якого значного впливу на ризик інсульту та тромбоемболії легеневої артерії. Ті, хто розпочав терапію більш ніж через 10 років після менопаузи, показали незначний вплив на смертність та ішемічну хворобу серця, але підвищений ризик інсульту. Обидва методи лікування були пов'язані з утворенням венозних тромбів та легеневою емболією.
ГЗТ з естрогеном та прогестероном також покращує рівень холестерину. З настанням менопаузи рівень ЛПВЩ знижується, тоді як рівень ЛПНЩ, тригліцеридів та ліпопротеїнів підвищується, причому при дії естрогену спостерігається зворотна картина. Крім того, ЗГТ покращує скорочення серця, коронарний кровотік, метаболізм цукру та зменшує агрегацію тромбоцитів і утворення бляшок. ГЗТ може сприяти зворотному транспорту холестерину шляхом індукції ABC-транспортерів холестерину. Дослідження візуалізації атеросклерозу показують, що ГЗТ зменшує утворення нових судинних уражень, але не згортає прогресування існуючих уражень. ГЗТ також призводить до значного зниження рівня протромботичного ліпопротеїну а.
Дослідження серцево-судинних захворювань, що застосовувалися при терапії тестостероном, були неоднозначними: деякі дослідження вказували на відсутність ефекту або легкий негативний ефект, тоді як інші показали покращення показників сурогатних маркерів, таких як холестерин, тригліцериди та вага. Тестостерон позитивно впливає на функцію та тонус судинного ендотелію, а обсерваційні дослідження свідчать про те, що жінки з нижчим рівнем тестостерону можуть мати більший ризик серцевих захворювань. Доступні дослідження обмежені невеликим розміром вибірки та дизайном дослідження. Низький рівень глобуліну, що зв'язує статеві гормони, який виникає при менопаузі, пов'язаний зі збільшенням індексу маси тіла та ризиком розвитку діабету 2-го типу.

### Тромбоз

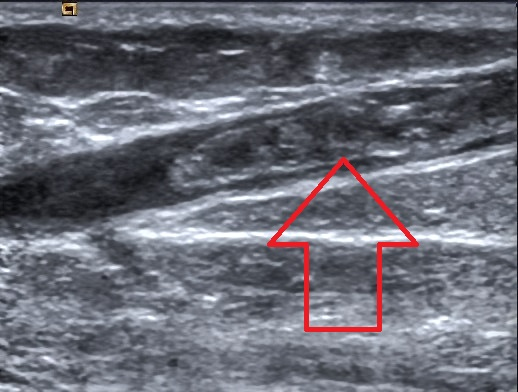
Тромб у великій підшкірній вені; пероральний естроген пов'язаний з підвищеним ризиком утворення венозних тромбів через посилене утворення печінкою факторів згортання крові, залежних від вітаміну К.

Вплив ГЗТ на утворення тромбів у венах та розик розвитку  легеневої емболії може відрізнятися залежно від методів естрогенної та прогестеронової терапії, а також від різних доз або способу застосування. Порівняння шляхів введення свідчить про те, що при нанесенні естрогенів на шкіру або у піхву ризик утворення тромбів нижчий, тоді як при пероральному застосуванні ризик утворення тромбів та тромбоемболії легеневої артерії зростає. Шкірний та вагінальний шляхи гормональної терапії не піддаються метаболізму першого проходження, тому не мають анаболічного ефекту, який пероральна терапія має на синтез печінкою вітамін К-залежних факторів згортання крові, що, можливо, пояснює, чому пероральна терапія може збільшити утворення тромбів.
Хоча в огляді 2018 року було виявлено, що спільний прийом прогестерону та естрогену може зменшити цей ризик, в інших оглядах повідомлялося про підвищений ризик утворення тромбів та легеневої емболії при комбінованому застосуванні естрогену та прогестогену, особливо коли лікування розпочинали через 10 років або більше після менопаузи, а також коли жінки були старше 60 років.
Ризик венозної тромбоемболії можна зменшити за допомогою біоідентичних препаратів, хоча дослідження з цього питання є лише попередніми.

### Інсульт
Численні дослідження показують, що ймовірність інсульту, пов'язаного із ГЗТ, відсутня, якщо терапію розпочати протягом п'яти років після менопаузи, і що цей зв'язок відсутній або навіть є профілактичним при непероральному застосуванні. Ризик ішемічного інсульту збільшився під час втручання в рамках дослідження WHI, без суттєвого ефекту після припинення терапії та різниці в смертності при тривалому спостереженні. Коли пероральний синтетичний естроген або комбінована терапія естрогеном-прогестагеном відкладається на термін до п'яти років після менопаузи, когортні дослідження у шведських жінок показали зв'язок з геморагічним та ішемічним інсультом.           В іншій великій когорті данських жінок аналіз показав, що конкретний шлях введення був важливим, виявивши, що хоча пероральний естроген був пов'язаний з підвищеним ризиком інсульту, всмоктування через шкіру не мало жодного впливу, а вагінальний естроген фактично був пов'язаний із зниженим ризиком.

### Рак ендометрію

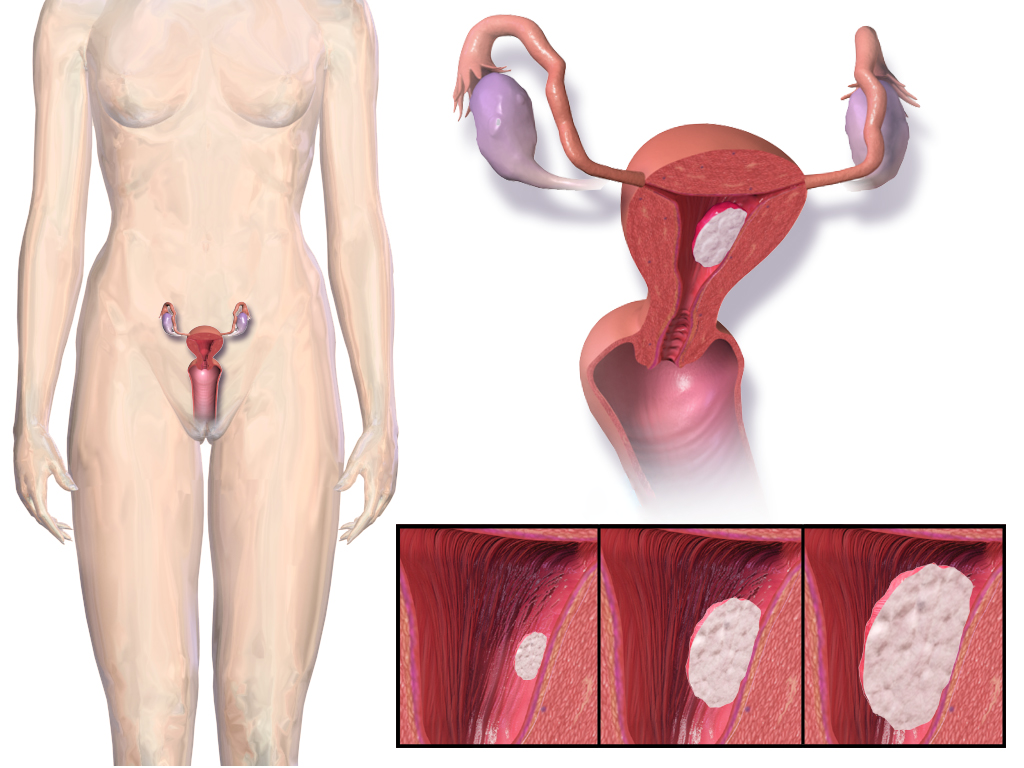
Рак ендометрію може бути пов'язаний із ГЗТ, особливо у тих, хто не приймає прогестаген.

У жінок у постменопаузі безперервне комбіноване застосування естрогену та прогестину знижує захворюваність на рак ендометрію. Тривалість терапії прогестогенами повинна становити щонайменше 14 днів на цикл для запобігання захворюванням ендометрію.
Рак ендометрію в контексті ГЗТ поділяють на дві форми. Тип 1 є найпоширенішим, може бути пов'язаний з естрогенною терапією та зазвичай має низький ступінь злоякісності. Тип 2 не пов'язаний зі стимуляцією естрогенами та зазвичай має вищий ступінь тяжкості та гірший прогноз. Гіперплазію ендометрію, яка призводить до раку ендометрію при естрогенній терапії, можна запобігти супутнім призначенням прогестогену. Вважається, що широке використання високих доз естрогенів для контролю народжуваності в 1970-х роках призвело до значного збільшення захворюваності на рак ендометрію 1 типу.
Як не парадоксально, прогестагени справді сприяють росту міоми матки, і перед початком ГЗТ можна провести ультразвукове дослідження органів малого тазу, щоб переконатися у відсутності уражень матки або ендометрію.
Андрогени не стимулюють проліферацію ендометрію у жінок у постменопаузі та, здається, певною мірою пригнічують проліферацію, індуковану естрогеном.

### Рак молочної залози
Загалом, ГЗТ для лікування менопаузи пов'язана лише з невеликим підвищенням ризику раку молочної залози.  Рівень ризику також залежить від типу ГЗТ, тривалості лікування та віку людини. ГЗТ лише з естрогеном, яку приймають жінки, що перенесли гістеректомію, має надзвичайно низький рівень ризику раку молочної залози. Найчастіше приймається комбінована ГЗТ (естроген та прогестоген) пов'язана з невеликим ризиком раку молочної залози. Цей ризик нижчий для жінок віком 50 років і вищий для жінок старшого віку. Ризик зростає з тривалістю ГЗТ. Коли ГЗТ приймається протягом року або менше, підвищеного ризику раку молочної залози немає. Прийом ГЗТ більше 5 років пов'язаний з підвищеним ризиком, але він знижується після припинення терапії.
Спостерігається статистично незначуще підвищення рівня раку молочної залози при ГЗТ синтетичними прогестогенами. Ризик можна зменшити за допомогою біоідентичного прогестерону, хоча єдине проспективне дослідження, мало недостатню потужність через рідкість раку молочної залози в контрольній популяції. Станом на 2018 рік рандомізованих контрольованих досліджень не проводилося. Відносний ризик раку молочної залози також варіюється залежно від інтервалу між менопаузою та ГЗТ, а також шляху введення синтетичних прогестинів.
Найновіше спостереження за учасницями Ініціативи з питань здоров'я жінок продемонструвало нижчу частоту виникнення раку молочної залози після гістеректомії, при прийомі лише кінського естрогену, хоча відносний ризик збільшувався, якщо естроген приймали разом з медроксипрогестероном. Естроген окремо зазвичай призначають лише під час гістеректомії через підвищений ризик вагінальної кровотечі та раку матки.
ГЗТ була більш тісно пов'язана з ризиком раку молочної залози у жінок з нижчим індексом маси тіла (ІМТ). Не було виявлено зв'язку між раком молочної залози та ІМТ понад 25. Деякі дослідники припускають, що відсутність значущого ефекту в деяких із цих досліджень може бути пов'язана з вибірковим призначенням препарату жінкам із надмірною вагою, які мають вищий вихідний рівень естрону, або з дуже низьким рівнем прогестерону в сироватці крові після перорального застосування, що призводить до високого рівня інактивації пухлини.
Оцінка реакції щільності тканини молочної залози на ГЗТ за допомогою мамографії, здається, допомагає оцінити ступінь ризику раку молочної залози, пов'язаного з терапією. Жінки з щільною або змішано-щільною тканиною молочної залози мають вищий ризик розвитку раку молочної залози, ніж з низькою щільністю.
Мікронізований прогестерон, схоже, не пов'язаний з ризиком раку молочної залози при використанні менше 5 років, при цьому обмежені дані свідчать про підвищений ризик при використанні протягом тривалішого періоду.
Для жінок, які раніше хворіли на рак молочної залози, рекомендується спочатку розглянути інші варіанти лікування ефектів менопаузи, такі як бісфосфонати або селективні модулятори рецепторів естрогену (SERM) при остеопорозі, засоби, що знижують рівень холестерину, та аспірин при серцево-судинних захворюваннях, а також вагінальний естроген при місцевих симптомах. Обсерваційні дослідження системної ГЗТ після раку молочної залози загалом обнадійливі. Якщо після раку молочної залози необхідна ГЗТ, терапія лише естрогеном або терапія естрогеном з прогестогеном може бути безпечнішим варіантом, ніж комбінована системна терапія. У жінок, які є носіями мутацій BRCA1 або BRCA2, ГЗТ, схоже, не впливає на ризик раку молочної залози. Відносна кількість жінок, які використовують ГЗТ і також регулярно проходять мамографію, вища, ніж у жінок, які не використовують ГЗТ, і цей фактор, як вважається, сприяє різним показникам виявлення раку молочної залози в цих двох групах.
Доклінічні дослідження показали інгібувальний вплив андрогенної терапії на тканини молочної залози, хоча більшість епідеміологічних досліджень вказують на позитивний зв'язок.

### Рак яєчників
ГЗТ асоційюється з підвищеним ризиком раку яєчників, причому у жінок, які використовують ГЗТ, спостерігається приблизно один додатковий випадок раку яєчників на 1000 користувачів. Цей ризик зменшується при супутньому застосуванні прогестогенової терапії, на відміну від монотерапії естрогеном, а також зменшується зі збільшенням часу після припинення ГЗТ. Щодо конкретного підтипу, може бути вищий ризик серозного раку, але немає зв'язку зі світлоклітинним, ендометріоїдним або муцинозним раком яєчників. Вважається, що гормональна терапія у тих, хто переніс рак яєчників після хірургічного видалення яєчників, покращує показники виживання.

### Інші види раку

#### Колоректальний рак
У дослідженні WHI жінки, які приймали комбіновану естроген-прогестеронову терапію, мали нижчий ризик розвитку колоректального раку. Однак, рак, який у них був, мав більшу ймовірність поширення в лімфатичні вузли або віддалені ділянки, ніж колоректальний рак у жінок, які не приймали гормони. Вважається, що у пацієнтів, які перенесли колоректальний рак, використання ГЗТ призводить до зниження ризику рецидиву та загальної смертності.

#### Рак шийки матки
У жінок у постменопаузі, які отримують ГЗТ, спостерігається значуще зниження ризику плоскоклітинного раку шийки матки та незначне збільшення ризику аденокарциноми. Жодне дослідження не повідомляло про підвищений ризик рецидиву при застосуванні ГЗТ у жінок, які перенесли рак шийки матки.

### Нейродегенеративні розлади
Станом на 2024 рік клінічні дослідження дали суперечливі дані щодо корисного впливу естрогенів на зниження ризику хвороби Альцгеймера. Щодо профілактики, WHI у 2013 році припустила, що ГЗТ може збільшити ризик деменції, якщо її розпочати після 65 років, але мати нейтральний результат або бути нейропротекторною для осіб віком від 50 до 55 років. Однак, проспективне дослідження ELITE показало незначущий вплив на вербальну пам'ять та інші розумові навички незалежно від того, як швидко після менопаузи жінка почала ЗГТ.
Огляд клінічних та епідеміологічних досліджень ГЗТ та деменції, пов'язаної з хворобою Альцгеймера, хворобою Паркінсона та ВІЛ, проведений у 2012 році, показав, що результати на цей час є непереконливими.
Більшість клінічних та епідеміологічних досліджень або не показують зв'язку з ризиком розвитку хвороби Паркінсона, або мають непереконливі результати. Одне данське дослідження показало підвищений ризик хвороби Паркінсона при ГЗТ у циклічних режимах дозування.
Інші рандомізовані дослідження показали, що ГЗТ покращує виконавчі процеси та процеси уваги поза контекстом деменції у жінок у постменопаузі, як у безсимптомних, так і у тих, хто має легкі когнітивні порушення.
Станом на 2011 рік, замісна терапія естрогенами у жінок у постменопаузі з хворобою Паркінсона, покращувала рухові симптоми та активність повсякденного життя, зі значним покращенням балів за шкалою UPDRS. Замісна терапія тестостероном також пов'язана з невеликими статистично значущими покращеннями вербального навчання та пам'яті у жінок у постменопаузі але не було виявлено, що ДГЕА покращує когнітивні функції після менопаузи.
Доклінічні дослідження показали, що ендогенний естроген і тестостерон мають нейропротекторні властивості та можуть запобігати відкладенню амілоїду в мозку.

## Протипоказання
Нижче наведено абсолютні та відносні протипоказання до ГЗТ:

### Абсолютні протипоказання
- Недіагностована вагінальна кровотеча
- Тяжке захворювання печінки
- Вагітність
- Тяжка ішемічна хвороба серця
- Агресивний рак молочної залози, матки або яєчників

### Відносні протипоказання
- Мігрень
- Рак молочної залози в анамнезі
- Рак яєчників в анамнезі
- Венозний тромбоз
- Фіброміома матки в анамнезі
- Атипова протокова гіперплазія молочної залози
- Активне захворювання жовчного міхура (холанціті, холециститі)
- Високодиференційований та ранній рак ендометрію – після завершення лікування злоякісного новоутворення більше не є абсолютним протипоказанням.

## Історія та дослідження
Екстракція естрогену з сечі вагітних кобил призвела до появи на ринку у 1942 році Премарину, однієї з перших форм естрогену. З того часу і до середини 1970-х років естроген вводили без додаткового прогестогену. Починаючи з 1975 року, дослідження почали показувати, що без прогестогену, естрогенна терапія Премаріном без протилежного впливу призводить до восьмикратного збільшення ризику раку ендометрію, що зрештою призводить до різкого падіння продажів Премарину. На початку 1980-х років було визнано, що додавання прогестогену до естрогену знижує цей ризик для ендометрію. Це призвело до розробки комбінованої естроген-прогестагенової терапії, найчастіше з комбінацією кон'югованого кінського естрогену (Премарин) та медроксипрогестерону (Провера).

### Дослідження
Дослідження Ініціативи жіночого здоров'я (WHI) проводилися між 1991 і 2006 роками та були першими великими, подвійними сліпими, плацебо-контрольованими клінічними випробуваннями ГЗТ у здорових жінок. Їхні результати були як позитивними, так і негативними, що свідчить про те, що під час самої гормональної терапії спостерігається збільшення кількості випадків інвазивного раку молочної залози, інсульту та утворення тромбів у легенях. Інші ризики включають збільшення кількості випадків раку ендометрію, захворювань жовчного міхура та нетримання сечі, тоді як переваги включають зменшення кількості переломів стегна, зниження захворюваності на діабет та покращення вазомоторних симптомів. Також існує підвищений ризик деменції при ГЗТ у жінок старше 65 років, хоча у молодшому віці вона, здається, має нейропротекторний ефект. Після припинення ГЗТ, дослідники продовжили спостереження за учасниками дослідження та виявило, що більшість цих ризиків і переваг зникли, хоча деяке підвищення ризику раку молочної залози все ж таки зберігалося. Інші дослідження також припускають наявність підвищеного ризику раку яєчників.
Частина дослідження WHI, в якій жінки отримували комбіновану терапію естрогеном та прогестинами, була передчасно закрита у 2002 році його Комітетом з моніторингу даних (DMC) через передбачувані ризики для здоров'я. У 2004 році DMC також закрила частину дослідження WHI, в якому пацієнти після гістеректомії отримували лише естроген. Клінічна медична практика змінилася на основі двох паралельних досліджень WHI щодо ГЗТ. Попередні дослідження були меншими за обсягом, і багато з них проводилися за участю жінок, які вибірково приймали гормональну терапію. В одній частині паралельних досліджень спостерігали за понад 16 000 жінок протягом середнього періоду 5,2 року, половина з яких приймала плацебо, а інша половина приймала комбінацію кон'югованого кінського естрогену та медроксипрогестерону  (Премпро). Це дослідження WHI, що включало естроген плюс прогестин, було передчасно припинено у 2002 році, оскільки попередні результати свідчили про те, що ризики кон'югованого кінського естрогену та прогестинів перевищують їхню користь. Перший звіт про припинене дослідження WHI естроген-плюс-прогестин вийшов у липні 2002 року.
Початкові дані WHI за 2002 рік свідчили про нижчу смертність, коли ГЗТ розпочинали раніше, у віці від 50 до 59 років, але вищу, коли її розпочинали після 60 років. У пацієнтів старшого віку спостерігалося помітне збільшення частоти раку молочної залози, інфарктів, венозного тромбозу та інсульту, хоча й зниження частоти колоректального раку та переломів кісток. У той час WHI рекомендувала жінкам з нехірургічною менопаузою приймати найнижчу можливу дозу ГЗТ протягом найкоротшого можливого часу, щоб мінімізувати пов'язані з нею ризики. Деякі з результатів WHI були знову виявлені в більшому національному дослідженні, проведеному у Великій Британії, відомому як Дослідження мільйона жінок (MWS). В результаті цих висновків кількість жінок, які приймали ГЗТ, різко скоротилася. У 2012 році Превентивна робоча група США (USPSTF) дійшла висновку, що шкідливий вплив комбінованої терапії естрогеном та прогестинами, ймовірно, перевищує їх переваги для профілактики хронічних захворювань.
У 2002 році, коли було опубліковано перше дослідження WHI щодо ГЗТ у жінок у постменопаузі, як у старших, так і в молодших вікових групах спостерігалася дещо вища частота раку молочної залози, а також збільшення кількості інфарктів та інсультів у старших пацієнток, хоча й не у молодших учасниць. Рак молочної залози був частішим у жінок, які отримували естроген та прогестин, але не естроген та прогестерон або лише естроген. Лікування тільки естрогенами (тобто естрогеном окремо без прогестогену) протипоказане, якщо матка не видалена, через його проліферативний вплив на ендометрій. Дослідження WHI також виявило зниження частоти виникнення колоректального раку при одночасному застосуванні естрогену та прогестогену, і, що найважливіше, зниження частоти переломів кісток. Зрештою, дослідження виявило неоднорідні результати щодо смертності від усіх причин при ГЗТ, виявивши, що вона була нижчою, коли ГЗТ розпочинали у віці 50–59 років, але вищою, коли її розпочинали після 60 років. Автори дослідження рекомендували жінкам з нехірургічною менопаузою приймати найнижчу можливу дозу гормонів протягом найкоротшого часу, щоб мінімізувати ризик.
Дані, опубліковані в дослідженні WHI, свідчать про те, що додатковий естроген збільшує ризик венозної тромбоемболії та раку молочної залози, але захищає від остеопорозу та колоректального раку, тоді як вплив на серцево-судинні захворювання був неоднозначним. Ці результати пізніше були підтверджені в випробуваннях, проведених у Великій Британії, але не в новіших дослідженнях, проведених у Франції та Китаї. Генетичний поліморфізм, ймовірно, пов'язаний з міжіндивідуальною варіабельністю метаболічної відповіді на ЗГТ у жінок у постменопаузі.
Через рік після припинення дослідження у 2002 році було опубліковано статтю, яка вказувала на те, що естроген плюс прогестин також збільшують ризики деменції. Висновок дослідження полягав у тому, що комбінація ГЗТ представляє ризики, які переважають її виміряні переваги. Результати майже повсюдно повідомлялися як ризики та проблеми, пов'язані із ГЗТ загалом, а не з Премпро, специфічною запатентованою комбінацією досліджуваних кон'югованого кінського естрогену та медроксипрогестерону.
Кілька інших великих досліджень та метааналізів повідомляли про зниження смертності від ГЗТ у жінок віком до 60 років або протягом 10 років після менопаузи, а також про дискусійний або відсутній вплив на смертність у жінок старше 60 років.     
Необхідні подальші дослідження, щоб повністю зрозуміти відмінності в ефективності різних типів ГЗТ та тривалість часу після менопаузи.    Наприклад, станом на 2023 рік жодне дослідження не вивчало жінок, які починають приймати ГЗТ приблизно у віці 50 років і продовжують приймати її довше 10 років.

## Доступні форми
Існує п'ять основних стероїдних гормонів людини: естрогени, прогестогени, андрогени, мінералокортикоїди та глюкокортикоїди. Естрогени та прогестогени – це два препарати, які найчастіше використовуються під час менопаузи. Вони доступні в широкому асортименті схвалених та несхвалених лікарських форм.
Жінкам з невидаленою маткою естрогени майже завжди призначають у комбінації з прогестагенами, оскільки тривала безрецептурна естрогенна терапія пов'язана зі значуще підвищеним ризиком гіперплазії ендометрію та раку ендометрію.  І навпаки, жінкам, які перенесли гістеректомію або не мають матки, прогестоген не потрібен, і естроген можна використовувати окремо. Існує багато комбінованих препаратів, що містять як естроген, так і прогестоген.
Конкретні види замісної гормональної терапії включають: 
- Естрогени – біоідентичні естрогени, такі як естрадіол та естріол, естрогени тваринного походження, такі як кон'юговані естрогени (КЕЕ), та синтетичні естрогени, такі як етинілестрадіол
- Прогестагени – біоідентичний прогестерон та прогестини (синтетичні прогестагени), такі як медроксипрогестерону ацетат (МПА), норетистерон та дидрогестерон
- Андрогени – біоідентичний тестостерон та дегідроепіандростерон (ДГЕА), а також синтетичні анаболічні стероїди, такі як метилтестостерон та нандролон деканоат[113] [114]

Тиболон – синтетичний препарат, доступний у Європі, але не у Сполучених Штатах, – ефективніший за плацебо, але менш ефективний за комбіновану гормональну терапію у жінок у постменопаузі. Це може знижувати ризик раку молочної залози та колоректального раку, хоча, навпаки, це може бути пов'язано з вагінальною кровотечею, раком ендометрію та збільшувати ризик інсульту у жінок старше 60 років.  
Вагінальний естроген може покращити місцеву атрофію та сухість, маючи менше системних ефектів, ніж естрогени, що доставляються іншими шляхами. Іноді для лікування зниженого лібідо може бути доданий андроген, зазвичай тестостерон. 

### Безперервний та циклічний режим прийому
Дозування часто змінюється циклічно, щоб точніше імітувати гормональний цикл яєчників, при цьому естрогени приймаються щодня, а прогестогени - приблизно два тижні щомісяця або раз на два місяці, такий графік називають «циклічним» або «послідовно комбінованим». Як альтернатива, можна застосовувати «безперервну комбіновану» ГЗТ з постійною щоденною гормональною дозою. Безперервна комбінована ГЗТ пов'язана з менш складною гіперплазією ендометрію, ніж циклічна. Вплив на щільність молочної залози, здається, є подібним в обох режимах лікування.

### Шлях введення

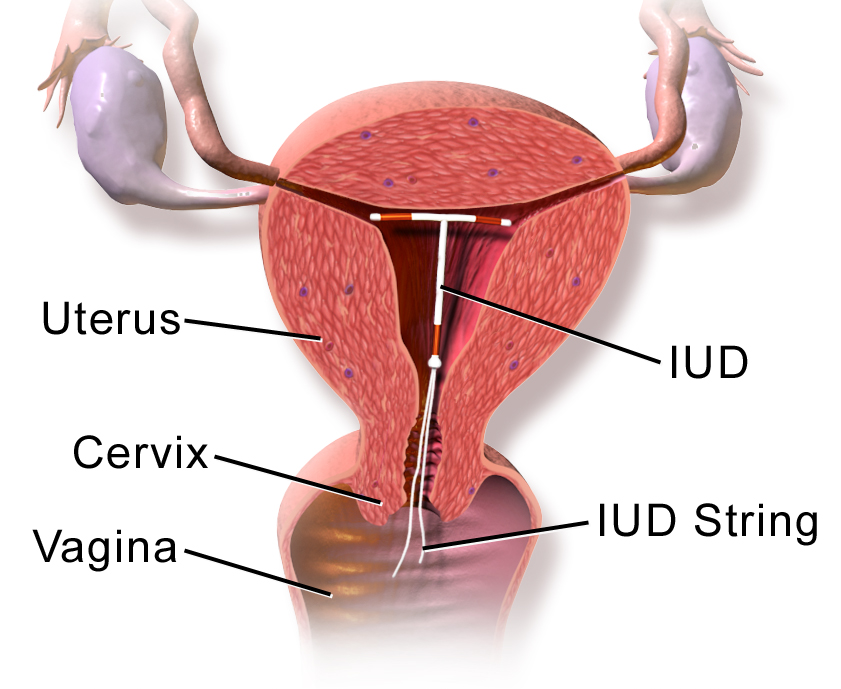
Для отримання ГЗТ можна використовувати внутрішньоматкову спіраль.

Препарати, що використовуються для ГЗТ у менопаузі, доступні в численних різних лікарських формах для застосування різними способами:
- Пероральне застосування – таблетки, капсули
- Трансдермальне введення – пластирі, гелі, креми
- Вагінальне введення – таблетки, креми, супозиторії, кільця
- Внутрішньом'язова або підшкірна ін'єкція – розчини у флаконах або ампулах
- Підшкірний імплантат – хірургічно введені гранули, що поміщаються в жирову тканину
- Рідше сублінгвальне, буккальне, інтраназальне та ректальне введення, а також внутрішньоматкові спіралі

Стверджується, що новіші розроблені форми доставки ліків мають посилений місцевий ефект, нижче дозування, менше побічних ефектів та постійний, а не циклічний рівень гормонів у сироватці крові. Трансдермальні та вагінальні естрогени, зокрема, уникають метаболізму першого проходження через печінку. Це, у свою чергу, запобігає збільшенню факторів згортання крові та накопиченню антиестрогенних метаболітів, що призводить до меншої кількості побічних ефектів, особливо щодо серцево-судинних захворювань та інсульту.
Ін'єкційні форми естрадіолу існують і час від часу використовувалися в минулому. Однак, наразі вони рідко використовуються в менопаузальній гормональній терапії та більше не рекомендуються.  Натомість рекомендуються та можуть використовуватися інші непероральні форми естрадіолу, такі як трансдермальний естрадіол. Ін'єкційні препарати естрадіолу, як правило, добре переносяться та зручні, що вимагає нечастого введення.  Однак ця форма естрадіолу не вивільняє естрадіол з постійною швидкістю, і невдовзі після ін'єкції рівень естрадіолу в крові дуже високий, а потім швидко знижується. Ін'єкції також можуть бути болючими. Прикладами ін'єкційних препаратів естрадіолу, які можуть використовуватися в менопаузальній гормональній терапії, є естрадіолу валерат та естрадіолу ципіонат.  Що стосується ін'єкційних прогестогенів, то вони пов'язані з болем та реакціями в місці ін'єкції, а також мають коротку тривалість дії, що вимагає дуже частих ін'єкцій, і так само не рекомендується при менопаузальній гормональній терапії. 

### Біоідентична гормональна терапія
Біоідентична гормональна терапія (БГТ) – це використання гормонів, хімічно ідентичних тим, що виробляються в організмі. Хоча прихильники БГТ стверджують про переваги над небіоідентичною або звичайною гормональною терапією, FDA не визнає термін «біоідентичний гормон», стверджуючи, що немає наукових доказів того, що ці гормони ідентичні своїм природним аналогам. Однак існують схвалені FDA продукти, що містять гормони, класифіковані як «біоідентичні».
Біоідентичні гормони можуть використовуватися як у фармацевтичних, так і у складених (комплесних) препаратах, причому останні зазвичай не рекомендуються регуляторними органами через відсутність стандартизації та регуляторного нагляду. Більшість класифікацій біоідентичних гормонів не враховують виробництво, джерело чи спосіб доставки продуктів, тому описують як не схвалені FDA складені продукти, так і схвалені FDA фармацевтичні препарати як «біоідентичні». Британське товариство менопаузи опублікувало консенсусну заяву, в якій схвалено розмежування між «складеними» формами (сБГТ), які описуються як нерегульовані, виготовлені на замовлення спеціалізованими аптеками та підлягають інтенсивному маркетингу, та «регульованими» формами фармацевтичного класу (рБГТ), які проходять офіційний нагляд з боку таких організацій, як FDA, та складають основу більшості клінічних випробувань. Деякі фахівці, які рекомендують комплексну біоідентичну ЗГТ, також використовують гормональні тести слини або сироватки для моніторингу реакції на терапію, що не схвалено чинними клінічними рекомендаціями у Сполучених Штатах та Європі.
Клінічні дані про біоідентичні гормони у фармацевтичних препаратах дуже обмежені, оскільки на сьогоднішній день немає рандомізованих контрольованих проспективних досліджень, які б порівнювали їх з аналогами тваринного походження. Деякі доклінічні дані свідчать про зниження ризику венозної тромбоемболії, серцево-судинних захворювань та раку молочної залози. Станом на 2012 рік, рекомендації Північноамериканського товариства менопаузи, Ендокринного товариства, Міжнародного товариства менопаузи та Європейського товариства менопаузи та андропаузи підтверджували зниження ризику для осіб з підвищеним ризиком згортання крові.

#### Складені препарати
FDA та медична промисловість у Сполучених Штатах зазвичай не рекомендують використовувати складені препарати для ГЗТ через відсутність регулювання та стандартизованого дозування.  Конгрес США надав FDA чіткий, але обмежений контроль за складеними лікарськими засобами у поправці 1997 року до Федерального закону про харчові продукти, ліки та косметику (FDCA), але з того часу вони зіткнулися з перешкодами у цій ролі. Після 64 смертей пацієнтів та 750 постраждалих пацієнтів унаслідок спалаху менінгіту 2012 року, спричиненого ін'єкціями забруднених стероїдів, Конгрес ухвалив Закон про якість та безпеку лікарських засобів 2013 року, який дозволив FDA створити добровільну реєстрацію для підприємств, що виробляють складені лікарські засоби, та посилив правила FDCA щодо традиційного виготовлення ліків. DQSA та його посилення положення §503A FDCA закріплюють повноваження FDA щодо забезпечення дотримання регулювання FDCA виробниками біоідентичної гормональної терапії.
З іншого боку, у Сполученому Королівстві складання таких лікарських засобів є регульованою діяльністю. Агентство з регулювання лікарських засобів та виробів медичного призначення регулює виробництво складених ліків, що здійснюється за ліцензією на спеціальне виробництво, а Генеральна фармацевтична рада регулює аптечне виробництво ліків. Весь тестостерон, що призначається у Великій Британії, є біоідентичним, а його використання підтримується Національною службою охорони здоров'я . Також існує дозвіл на маркетинг для чоловічих продуктів тестостерону. У рекомендаціях Національного інституту охорони здоров’я та досконалості медичного обслуговування 1.4.8 зазначено: «розгляньте можливість призначення добавок тестостерону жінкам у менопаузі з низьким сексуальним бажанням, якщо сама лише ГЗТ неефективна». У примітці додається: «на момент публікації (листопад 2015 року) тестостерон не мав дозволу на маркетинг у Великій Британії для цього показання у жінок. Біоідентичний прогестерон використовується для лікування ЕКЗ та для вагітних жінок, які мають ризик передчасних пологів».

## Суспільство і культура

### Суперечка щодо компанії Ваєт
Ваєт (Wyeth), нині дочірня компанія корпорації Файзер, була фармацевтичною компанією, яка продавала продукти ГЗТ Премарин та Премпро. У 2009 році судовий процес за участю компанії Ваєт призвів до публікації 1500 документів, що розкривали практику просування цих ліків. Документи показали, що компанія Ваєт замовила написання десятків авторських відгуків та коментарів, які були опубліковані в медичних журналах, щоб пропагувати недоведені переваги своїх препаратів для ГЗТ, применшувати їхню шкоду та ризики, а також представляти конкуруючі методи лікування в негативному світлі. Починаючи з середини 1990-х років і продовжуючи протягом понад десяти років, компанія Ваєт впроваджувала агресивну стратегію «плана публікацій» для просування своїх продуктів ГЗТ. Вона працювала переважно з фірмою DesignWrite, що спеціалізується на написанні медичних статей. Між 1998 і 2005 роками компанія Вайет опублікувала в наукових журналах 26 статей, що рекламували її продукти ГЗТ.
Ці схвальні публікації наголошували на перевагах та применшували ризики продуктів ГЗТ, особливо «хибне уявлення» про зв'язок цих продуктів з раком молочної залози. У публікаціях захищалися необґрунтовані серцево-судинні «переваги» своїх продуктів, применшувалися такі ризики, як рак молочної залози, та пропагувалося використання ГЗТ за незареєстрованим показанням, таких як профілактика деменції, хвороби Паркінсона, проблем із зором та зморшок. Крім того, компанія Вайєт наголошувала на негативних повідомленнях проти ралоксифену для лікування остеопорозу, доручив авторам педалювати на тому факті, що «використання альтернативних методів лікування зросло з часів WHI, хоча існує мало доказів їхньої ефективності чи безпеки...», поставив під сумнів якість та терапевтичну еквівалентність схвалених генеричних препаратів та докладала зусиль для поширення думки про те, що унікальні ризики кон'югованого конського естрогену та мезенхімального гормонального замісного препарату  є класовим ефектом усіх форм менопаузальної ГЗТ: «Загалом, ці дані свідчать про те, що аналіз співвідношення користі/ризику, про який повідомлялося в Ініціативі щодо здоров'я жінок, можна узагальнити на всі продукти замісної гормональної терапії в постменопаузі».
Після публікації даних WHI у 2002 році ціни на акції фармацевтичної промисловості різко впали, і величезна кількість жінок припинила використовувати ГЗТ. Запаси компанії Ваєт, яка постачала препарати Премарин та Премпро, що використовувалися в дослідженнях WHI, зменшилися більш ніж на 50% і так і не відновилися повністю. Деякі з їхніх статей у відповідь просували такі теми, як: «Дослідження WHI було недосконалим; WHI було суперечливим дослідженням; популяція, що досліджувалася в WHI, була невідповідною або не була репрезентативною для загальної популяції жінок у менопаузі; результати клінічних випробувань не повинні бути орієнтиром для лікування окремих осіб; обсерваційні дослідження такі ж хороші або кращі, ніж рандомізовані клінічні випробування; дослідження на тваринах можуть бути орієнтиром для прийняття клінічних рішень; ризики, пов'язані з гормональною терапією, були перебільшені; переваги гормональної терапії були або будуть доведені, а нещодавні дослідження є відхиленням». Подібні висновки були отримані в аналізі 114 редакційних статей, оглядів, рекомендацій та листів п'яти авторів, оплачених галуззю, у 2010 році. Ці публікації пропагували позитивні теми, а також ставили під сумнів і критикували несприятливі дослідження, такі як WHI та MWS.  У 2009 році компанія Ваєт була придбана компанією Файзер в результаті угоди на суму 68 мільярдів доларів США. Компанія Файзер, яка виробляє препарати Провера та Депо-Провера, а також залучена у написанням рекламних медичних текстів, продовжує просувати Премарин та Премпро, які залишаються найпопулярнішими препаратами.
За словами Ф'ю-Берман (2010), «Сьогодні, незважаючи на остаточні наукові дані, що стверджують протилежне, багато гінекологів все ще вважають, що переваги [ГЗТ] переважають ризики для безсимптомних жінок. Таке сприйняття, що не ґрунтується на доказах, може бути результатом десятиліть ретельно організованого корпоративного впливу на медичну літературу». Цілих 50% лікарів висловили скептицизм щодо великих досліджень, таких як WHI та HERS, в опитуванні 2011 року. Позитивне сприйняття ГЗТ багатьма лікарями, незважаючи на масштабні дослідження, що показують ризики, що потенційно переважають будь-які переваги, може бути зумовлене зусиллями фармацевтичних компаній, таких як Ваєт. 

### Популярність
У 1990-х роках спостерігалося різке зниження кількості рецептів на ГЗТ, хоча останнім часом вони знову почали зростати.  Трансдермальна терапія, частково через відсутність збільшення ризику венозної тромбоемболії, зараз часто є методом першого вибору для ГЗТ у Сполученому Королівстві. Кон'югований кінський естроген, навпаки, має потенційно вищий ризик тромбозу і зараз широко не використовується у Великій Британії, замінений сполуками на основі естрадіолу з нижчим ризиком тромбозу. Пероральні комбінації прогестогенів, такі як медроксипрогестерону ацетат, змінилися на дигідрогестерон через відсутність зв'язку останнього з венозним тромбом.